# Lemony Snicket
Lemony Snicket ist das Alter Ego sowie ein Pseudonym des US-amerikanischen Schriftstellers Daniel Handler. Unter diesem Namen veröffentlichte er seit 1999 zahlreiche Kinder- und Jugendbücher. Bei den Bilderbüchern arbeitete er mit namhaften Illustratoren und Künstlern zusammen.
Auch international bekannt wurde Lemony Snicket durch die Verfilmungen der Romane Eine Reihe betrüblicher Ereignisse (A Series of Unfortunate Events), dem Kinofilm Lemony Snicket - Rätselhafte Ereignisse (USA/D 2004) folgte ab 2017 eine TV-Serie gleichen Titels. Die 13 Bände handeln von den drei Waisenkindern Violet, Klaus und Sunny Baudelaire, deren Eltern in einem Feuer umkamen. Seitdem werden sie von ihrem Verwandten Graf Olaf („Count Olaf“) verfolgt, der an die große Erbschaft der Kinder gelangen möchte. Der erste Band der Reihe – The Bad Beginning (dt. „Der schlimme Anfang“, später „Der schreckliche Anfang“) – erschien 1999 und der 13. und letzte – The End („Das erstaunliche Ende“) – im Jahr 2006.
Neil Patrick Harris nach seiner Lektüre der Romanreihe: „Die Bücher von Lemony Snicket sind viel mehr als Kinderbücher. Mich erinnerte ihr Witz an den großen Jim Henson und seine Muppets: Daran können Kinder und Erwachsene gleichermaßen Spaß haben. Und der Humor ist eigentlich ziemlich düster und bissig, manchmal richtig schräg.“
Zwanzig Jahre nach Erscheinen des ersten Bandes bilanzierte The Guardian: Weltweit seien bis zu diesem Zeitpunkt (2019) über 60 Millionen Exemplare der Bücher verkauft worden, die Serie habe eine erfolglose Verfilmung über- und eine TV-Serie erlebt. Das nachhaltige Echo der Buchreihe erklärt sich die Verfasserin damit, dass der Autor seine Leser ernst nehme und ihnen auch sprachlich etwas biete, von markanten Alliterationen bis zu Wiederholungen, die sich ins Absurde steigern, während Bezüge „from Shakespeare to Melville“ eingebaut seien. Sie kommt zum Schluss, dass die Vitalität der Serie sich auch der Tatsache verdanke, dass sie „endlessly interpretable“ sei und sich vormalig jungen Fans, nunmehr Erwachsenen zu Neu- und Wiederlektüren anbiete.

## Alter Ego

Unterschrift Lemonys

Sein Schöpfer Daniel Handler gibt dem Autor und Erzähler Lemony Snicket eine eigene Persönlichkeit, er wird in den Büchern beschrieben, es werden Details über ihn erzählt und es wurde sogar eine „Biographie“ mit dem paradoxen Titel Lemony Snicket: The Unauthorized Autobiography veröffentlicht.
Auch in der Buchreihe A Series of Unfortunate Events / Eine Reihe betrüblicher Ereignisse gibt Snicket dem Leser einen Einblick in „sein Leben“. So zum Beispiel, dass er
- eine verstorbene Liebe namens Beatrice hat, die er nicht heiraten durfte und der jedes Buch der Reihe gewidmet ist.
- Akkordeon spielt.
- Band II der schaurigen Geschichte auf dem Deck der Yacht seines Freundes Bela schrieb.
- von einem wütenden Mob 16 Meilen weit gejagt wurde.
- einem Maskenball beigewohnt hat, um seiner geliebten Beatrice eine Nachricht zu überbringen.
- einmal einen Schwertkampf mit einem Mann hatte, der Fernseher repariert.
- und seine Familie in einer großen Villa lebte.
- zwei Geschwister hat(te): Jacques und Kit Snicket.
- von seinen Feinden in einem Schloss gefangen gehalten wurde und sich befreien konnte, indem er sich Visitenkarten drucken ließ, auf denen er vorgab, Admiral der französischen Marine zu sein.
- einmal mit seinem Chauffeur auf einer Insel festsaß, die von menschenfressenden Krokodilen umzingelt war.
- Band III in einem Zimmer schrieb, dessen Fenster auf einen Friedhof blickte.
- Band VIII hinter dem Altar der Kathedrale zur Angeblichen Jungfrau schrieb, während ein Freund auf der Orgel eine Sonate spielte, um ihn zu beruhigen und damit die Besucher in den Kirchenbänken nicht die Geräusche der Schreibmaschine hören.

„Lemony Snickets einziger Lebenssinn war es, die Geschichte der Baudelaire-Waisen aufzuzeichnen. Dieses fürchterliche Vorhaben hat ihn zu zahlreichen Schauplätzen äußerst schrecklicher Verbrechen geführt, meist in der Nebensaison. Nachdem diese unmenschliche Aufgabe nun erfüllt ist, wird sich Lemony Snicket ganz einem zurückgezogenen Leben als Einsiedler hingeben.“

## Werke
[unter dem Namen „Daniel Handler“ veröffentlichte Titel siehe den Wikipedia-Eintrag Daniel Handler]
- [Daniel Handler/Lemony Snicket]: How To Dress For Every Occasion by The Pope. Ill.: Sarah Bennett. McSweeney’s, 2005. ISBN 978-1-932416-41-1[5]
- mit Lisa Brown (Ill.): Baby in the Manger. McSweeney’s, 2007. ISBN 978-1-932416-63-3
- mit Lisa Brown (Ill.): The Latke Who Couldn’t Stop Screaming. McSweeney’s, 2007. ISBN 978-1-932416-87-9
- Horseradish. Bitter Truths You Can’t Avoid. Ill.: Mark Tucker. HarperCollins, 2007. ISBN 978-0-06-124006-5.
- mit Brett Helquist (Ill.)[6]: The Lump of Coal. HarperCollins, 2008. ISBN 978-0-06-157428-3

- The Composer Is Dead [Buch mit CD]. Ill.: Carson Ellis, Musik: Nathaniel Stookey. HarperCollins, 2009. ISBN 978-0-06-123627-3.[7]

- mit Maira Kalman (Ill.): 13 Words. HarperCollins, 2010[8] ISBN 978-0-06-166467-0
- mit Jon Klassen (Ill.): The Dark. HarperCollins, 2013. ISBN 978-1-4434-1794-5. Dt.: Dunkel. Aus dem amerikanischen Englisch übersetzt von Thomas Bodmer. NordSüd Verlag, 2014. ISBN 978-3-314-10211-0
- mit Lisa Brown (Ill.): 29 Myths on the Swinster Pharmacy. McSweeney’s McMullens, 2014. ISBN 978-1-938073-78-6
- mit Matthew Forsythe (Ill.)[9]: The Bad Mood and the Stick. Little, Brown and Company, 2017. ISBN 978-1-78344-642-1
- Read Something Else: Collected & Dubious Wit & Wisdom of Lemony Snicket. HarperCollins, 2019. ISBN 978-0-06-285421-6
- Poison For Breakfast. Ill.: Margaux Kent. OneWorld, 2021. ISBN 978-0-86154-261-1[10]

### Buchreihen
- A Series of Unfortunate Events / Eine Reihe betrüblicher Ereignisse

1. The Bad Beginning / Der schreckliche Anfang. Aus dem amerikanischen Englisch von Klaus Weimann.
2. The Reptile Room / Das Haus der Schlangen. Aus dem amerikanischen Englisch von Birgitt Kollmann.
3. The Wide Window / Der Seufzersee. Aus dem amerikanischen Englisch von Klaus Weimann.
4. The Miserable Mill / Die unheimliche Mühle. Aus dem amerikanischen Englisch von Birgitt Kollmann.
5. The Austere Academy / Die Schule des Schreckens. Aus dem amerikanischen Englisch von Klaus Weimann.
6. The Ersatz Elevator / Die dunkle Allee. Aus dem amerikanischen Englisch von Birgitt Kollmann.
7. The Vile Village / Das düstere Dorf. Aus dem amerikanischen Englisch von Klaus Weimann.
8. The Hostile Hospital / Das schaurige Spital. Aus dem amerikanischen Englisch von Klaus Weimann.
9. The Carnivorous Carnival / Der grausige Jahrmarkt. Aus dem amerikanischen Englisch von Klaus Weimann.
10. The Slippery Slope / Der finstere Fels. Aus dem amerikanischen Englisch von Klaus Weimann.
11. The Grim Grotto / Die grimmige Grotte. Aus dem amerikanischen Englisch von Klaus Weimann.
12. The Penultimate Peril / Das haarsträubende Hotel. Aus dem amerikanischen Englisch von Sabine Roth.
13. The End / Das erstaunliche Ende. Aus dem amerikanischen Englisch von Sabine Roth.

Im deutschen Sprachraum etablierte sich der dem englischen Original entsprechende Reihentitel erst durch den Kinofilm und die Netflix-Serie. Bei Beltz & Gelberg hatte man für die gebundene Ausgabe (Weinheim 2000ff, Band 1–9) den Reihentitel Die schaurige Geschichte von Violet, Sunny und Klaus gewählt, die Taschenbuchausgabe (ebenda 2003ff, Band 1–8) erschien unter dem Reihentitel Schauriger Schlamassel. Die broschierten Bände sind textidentisch mit jenen der Hardcover-Ausgabe, die Einzeltitel jedoch sind andere – sie lehnen sich an die englischen Titel und deren konsequente Alliteration an: Der Alptraum am Anfang, Der schillernde Schlangensaal, Das falsche Fenster, Die sirrenden Sägen, Die schreckliche Schule, Der finstere Fahrstuhl, Das düstere Dorf, Das Horror-Hospital.
Die komplette deutsche Fassung der Reihe wurde als Hörbuch veröffentlicht, Band 1–3 gesprochen von Stefan Kurt (9 CDs, Hörcompany, 2005) Band 4–14 von Rufus Beck (17 CDs, Randomhouse Audio, 2005ff).
- All the Wrong Questions[13] / Meine rätselhaften Lehrjahre
  1. „Who Could That Be at This Hour?“ / Der Fluch der falschen Frage. Ill.: Seth. Aus dem amerikanischen Englisch von Sabine Roth. Goldmann, 2013, ISBN 978-3-442-31274-0.
  2. „When Did You See Her Last?“ / Das verschwundene Mädchen. Ill.: Seth. Aus dem amerikanischen Englisch von Sabine Roth. Goldmann, 2014. ISBN 978-3-641-09334-1.
  3. „Shouldn't You Be in School?“ / Feueralarm! Ill.: Seth. Aus dem amerikanischen Englisch von Sabine Roth. Goldmann, 2015. ISBN 978-3-641-12589-9.
  4. „Why Is This Night Different from All Other Nights?“ / Die singende Statue. Ill.: Seth. Aus dem amerikanischen Englisch von Sabine Roth. Goldmann, 2016. ISBN 978-3-641-13682-6.

## Filmografie
- Lemony Snicket's A Series of Unfortunate Events / Lemony Snicket: Rätselhafte Ereignisse. USA/D, 2004

- A Series of Unfortunate Events / Eine Reihe betrüblicher Ereignisse (TV-Serie, 25 Folgen in 3 Staffeln, 2017–2019)

## Trivia
- 2020 in The Harvard Gazette nach Büchern für junge Menschen gefragt, nannte Robert Wood, Charles River Professor of Engineering and Applied Sciences and Associate Faculty Member, Wyss Institute for Biologically Inspired Engineering „A Series of Unfortunate Events by Lemony Snicket (aka Daniel Handler)“ als seine Empfehlung und begründete diese damit, die Buchreihe sei „a very fun set of vocabulary-rich mystery stories“.[14]